# アレクサンドル・パヴレンコ
アレクサンドル・エフゲニェヴィチ・パヴレンコ（Александр Евгеньевич Павленко、1985年1月20日 - ）は、ロシアの元サッカー選手。現役時代のポジションはミッドフィールダー。

## 来歴
ソビエト連邦の構成国のひとつであるウクライナ・ソビエト社会主義共和国（現在のウクライナ）のドニプロペトロウシク州オルジョニキーゼに生まれる。
14歳の時、ディナモ・モスクワのアカデミーでキャリアをスタートさせ、スイスのFCローザンヌ・スポルトの下部組織に在籍したこともあった。2001年、16歳で、スパルタク・モスクワのトップチームに昇格し、いきなりレギュラーを勝ち取る。UEFAチャンピオンズリーグの出場も経験している。しかし、2005年頃から、怪我の影響で、出場機会が激減し始め、2007年には当時1部（実質2部）のシンニク・ヤロスラヴリにレンタルに出されてしまう。レンタル先のシンニクをプレミアの昇格に貢献し、パヴレンコ自身も最優秀選手に選出され、2008年から、スパルタクに復帰することになった。復帰後も、イゴール・ティトフの控えとして活躍し、ロシア代表のフース・ヒディンク監督に認められ、EURO2008の代表候補に選出された（ただし、本大会のエントリーメンバーからは漏れる）。
その後は伸び悩み、FCロストフを経て、2011年から長年所属していたスパルタク・モスクワを離れ、FCテレク・グロズヌイへ完全移籍をしている。

## 獲得タイトル
- FCスパルタク・モスクワ
  - ロシアサッカー・プレミアリーグ: 1回 (2001)
  - ロシア・カップ：1回 (2003)
- シンニク・ヤロスラヴリ
  - ロシア1部リーグ：1回 (2007)